# キューバ共和国 (1902年-1959年)

キューバ共和国
República de Cuba

国歌: La Bayamesa（スペイン語）
バヤモの歌

1902年から1959年までのキューバ共和国（キューバきょうわこく、スペイン語: República de Cuba）は、キューバに於ける占領、独立国家、軍事政権の時期である。

## 解説
1906年から1909年までのアメリカ軍による軍事占領時期、1952年から1959年までのフルヘンシオ・バティスタ大統領による軍事独裁政権期を経て、1953年より続くキューバ革命によって、1959年1月1日バティスタ大統領は失脚し、革命を指揮したフィデル・カストロは新政府を樹立、2年後にはマルクス・レーニン主義を掲げる社会主義国へと移行し、現在の政治体制が形成された。

### 引用サイト
- Baklanoff, Eric N. (1998). “Cuba on the Eve of the Socialist Transition: A Reassessment of the Backwardness-Stagnation Thesis”. Cuba in Transition, Volume 8. Silver Spring, MD: ASCE. pp. 260–272. ISBN 978-0-9649082-7-7.  オリジナルの6 April 2023時点におけるアーカイブ。 2013年3月25日閲覧。
- Smith, Kirby; Llorens, Hugo (1998). “Renaissance and Decay: A Comparison of Socioeconomic Indicators in Pre-Castro and Current-Day Cuba”. Cuba in Transition, Volume 8. Silver Spring, MD: ASCE. pp. 247–259. ISBN 978-0-9649082-7-7.  オリジナルの6 April 2023時点におけるアーカイブ。 2013年3月25日閲覧。